# Mougins

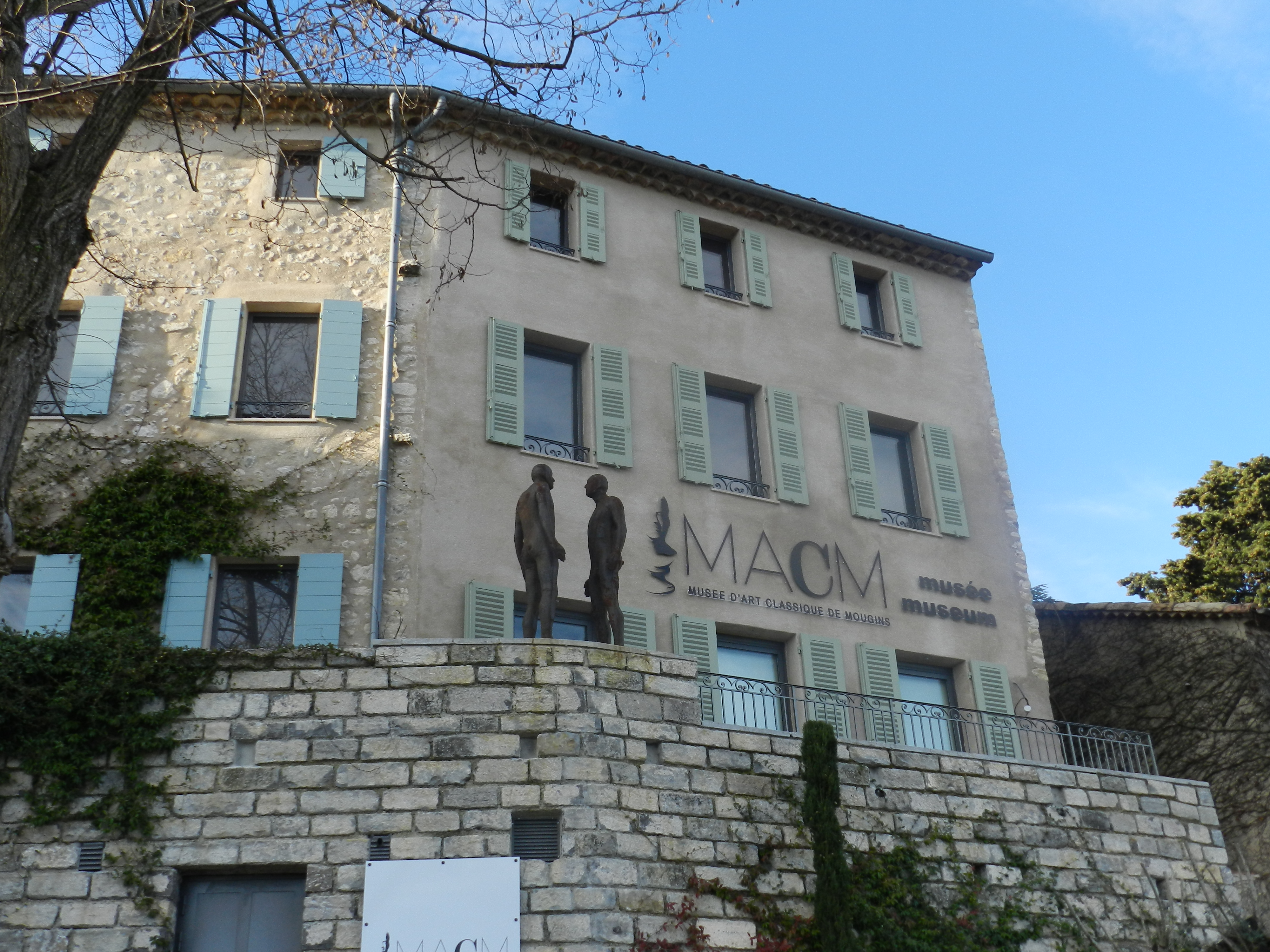
La facciata del MACM

Mougins (in occitano Mogins, in italiano desueto Mugini) è un comune francese di 18 198 abitanti situato nel dipartimento delle Alpi Marittime della regione della Provenza-Alpi-Costa Azzurra.

## Storia
Pablo Picasso trascorse qui gli ultimi sedici anni della sua vita, e vi morì, per un attacco di cuore causato da un forte stress l'8 aprile 1973. Qui ha passato gli ultimi anni della sua vita anche il pittore ungherese Ákos Bíró (1911-2002).

## Società

### Evoluzione demografica
Abitanti censiti

## Cultura
Nel 2011, per volere di un collezionista inglese che ha voluto condividere la sua collezione con il pubblico, è stato inaugurato a Mougins il Museo d'Arte Classica di Mougins (MACM).
Suddivisa su quattro livelli, la collezione comprende un lasso di tempo che va dall'Antico Egitto all'Arte Moderna. L'edificio è aperto tutto l'anno e propone eventi ed esposizioni temporanee.

## Amministrazione

### Gemellaggi
- Aschheim
- Lerici